# РБ-531Б «Инфауна»

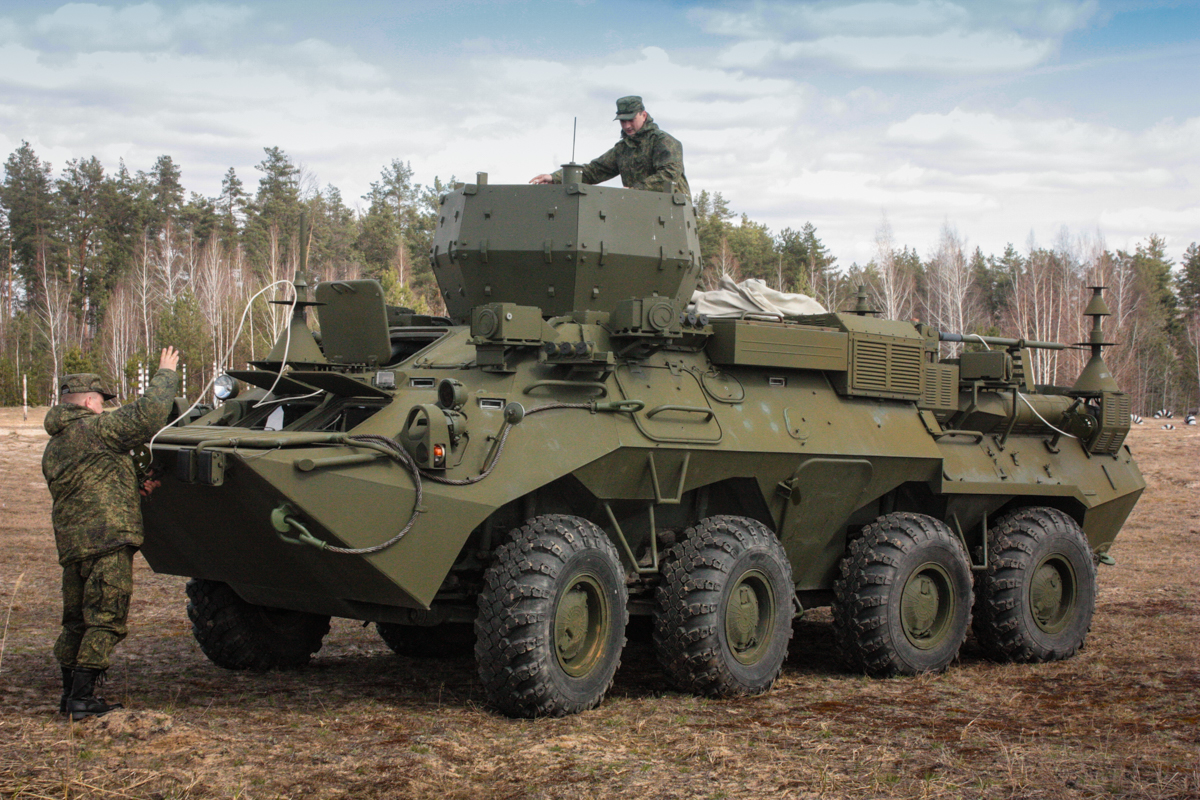
RB-531B Infauna

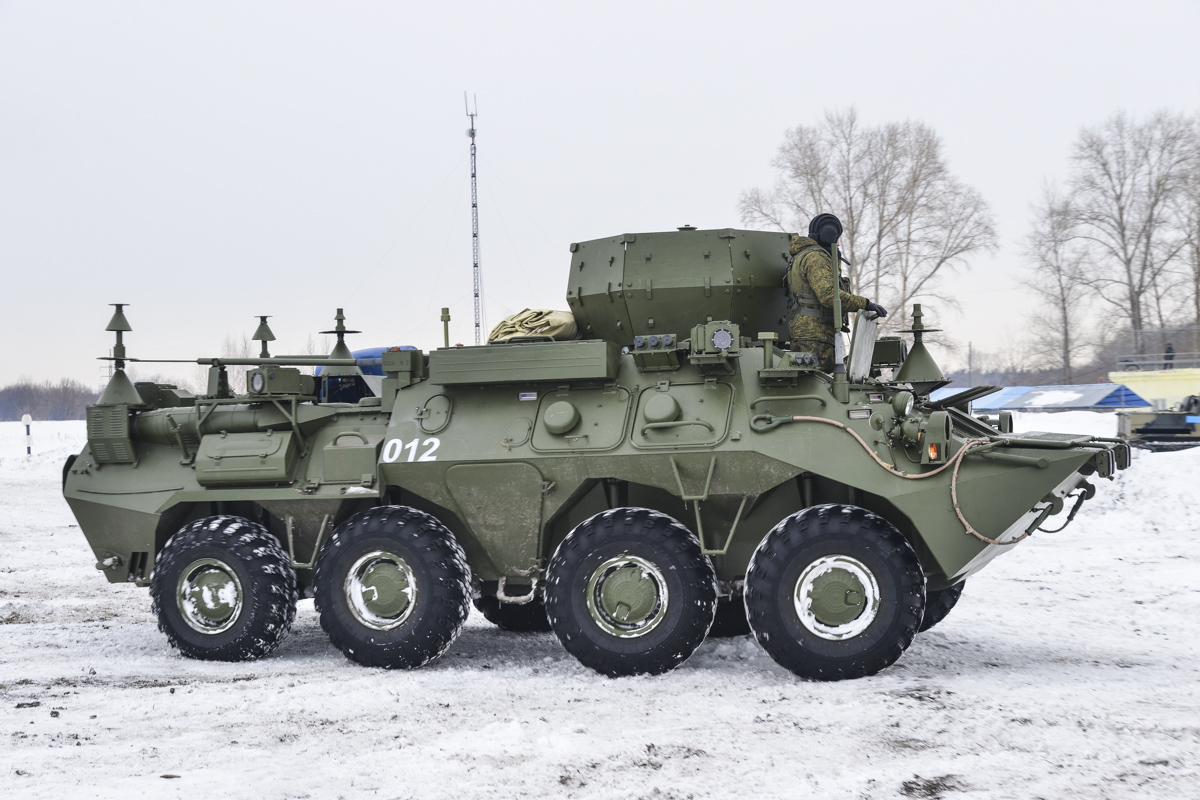
РБ-531Б «Инфауна» на спільних російсько-білоруських навчаннях 2018 року

РБ-531Б «Инфауна» (укр. «Інфауна») — російський батальйонний комплекс радіорозвідки та радіоелектронної боротьби для захисту броньованої та автомобільної техніки від мінно-вибухових пристроїв з радіозривачем, виявлення та придушення засобів оптичного та радіозв'язку. Комплекс РБ-531Б розроблений російським концерном «Сузір'я» на шасі БТР-80 (К1Ш1). 

## Історія
Розроблено в період 2005 - 2009 року. До кінця 2010 року були завершені випробування. 
16 січня 2012 р. стало відомо що ЗС РФ отримали перші 4 комплекси "Інфауна".

## Тактико-технічні характеристики[5]
| Екіпаж, осіб                                                                              | 3              |
| Маса, повна / встановленої апаратури, кг                                                  | 13 500 / 1 800 |
| Радіопридушення в автоматичному режимі, м                                                 | 150            |
| Діапазон частот постановки радіоперешкод, МГц                                             | 25-2500        |
| Вихідна потужність передавачів перешкод у діапазоні робочих частот, Вт                    | 75             |
| Середньоквадратична похибка пеленгування град.                                            | 5              |
| Швидкість огляду частотного діапазону під час виявлення із пеленгуванням, МГц/с, не менше | 5 000          |
| Протяжність аерозольної завіси (вздовж продольної вісі носія комплексу), м, не менше      | 130            |

## Застосування
25-27 серпня 2016 р в районі Донецька, біля населеного пункту Спартак, було виявлено діяльність комплексу радіорозвідки "Інфауна".
На початку січня 2022 р. під час місії (операції) ОДКБ у Казахстані Російська Федерація відправила до Казахстану, у складі свого військового контингенту, серед іншого, системи радіоелектронної боротьби РБ-531Б «Инфауна» та РБ-341В «Леєр-3». Обидві станції, а також мобільні телекомунікаційні комплекси було помічено під час завантаження техніки на літаки.

## Оператори
- Росія
  - 201-ша військова база (РФ)[3]